# كارولين ستيل أندرسون
كارولين ستيل أندرسون (بالإنجليزية: Caroline Still Anderson) (1 نوفمبر 1848 - الأول أو الثاني من يونيو 1919)، طبيبة ومربية وناشطة أمريكية. كانت طبيبة رائدة في جمعية فيلادلفيا للأمريكيين الأفارقة، وإحدى أولى النساء السوداوات اللواتي أصبحن طبيبات في الولايات المتحدة.

## النشأة والتعليم
وُلدت كارولين فرجينيا ستيل في الأول من نوفمبر 1848، الابنة الكبرى لليتيسيا ووليام ستيل في فيلادلفيا. اختلفت المصادر بشأن اسم أمها؛ إن كان ليتيسيا أم لوسي. كان كلا والديها قائدًا في الحركة الإبطالية الأمريكية؛ تسلّم والدها قيادة فرع فيلادافيا لشبكة «السكك الحديدية تحت الأرض» التي انطلقت بعد وقت قصير من ولادة كارولين. التحقت بطفولتها بمدرسة السيدة غوردون الخاصة، ومدرسة أصدقاء راسبيري آلي، ومعهد الشباب الملون (حاليًا جامعة تشيني في ولاية بنسلفانيا). وعلى الرغم من كون هذه المدارس مكلفة، فقد سمح منصب أبيها المربح في صناعة الفحم الحجري له بتوفير تعليم جيد لابنته. وقد آمن بقوة بأهمية التعليم لبناته وشجع كارولين على مواصلة تعليمها بجدّ. أتمّت كارولين تعليمها الأساسي والثانوي في سن السادسة عشرة، من ثم قُبلت في كلية أوبرلين، حيث كانت الطالب الأسود الوحيد في صفها. حصلت على شهادتها في سن التاسعة عشرة، وكانت الطالبة الأصغر في صف التخرج. بعد حصولها على درجة البكالوريوس في الآداب، انتُخبت لتكون أول رئيسة سوداء للنادي الأدبي النسائي في أوبرلين.
تزوجت ستيل زوجها الأول، إدوارد إيه وايلي، شابٌّ من أوبرلين وعبدٌ سابق، في مراسم أقيمت في منزل كارولين في 28 ديسمبر 1869. حضر الزفاف العديدُ من الناشطين البارزين في الحركة الإبطالية الأمريكية، وتضمن الحفل أداءً للمغنية إليزابيث غرينفيلد. بعد عامين من وفاة زوجها الأول، عام 1875، قُبلت ستيل في جامعة هاورد-كلية الطب، على الرغم من حصولها على شهادة الدكتوراه في الطب من الكلية الطبية للنساء في بنسلفانيا، التي انتقلت إليها في عام 1876 وتخرجت فيها في عام 1878. لم يكن في صفها في سن السابعة عشرة سوى طالبين سوداوين. في أثناء دراستها، عملت رسامة ومعلمة نطق لتغطية مصاريف تعليمها.

## مسيرتها المهنية
بعد تخرجها في الكلية، عادت ستيل إلى فيلادافيا وأصبحت مُدرّسة في فن الخطابة والرسم والموسيقا؛ المسار المهني الذي استمرت به حتى عام 1875، بعد عامين على انقضاء وفاة زوجها. بدأت ستيل مسيرتها الطبية في عام 1878 بفترة معاودة في مشفى نيو إنغلاند للنساء والأطفال في بوسطن. رُفض الطلب الأولي لتعيينها بسبب لجنة المشفى العنصرية، وعُيّنت فقط بعد زيارتها للمدينة ومقابلتها للجنة شخصيًا وإشادتهم بموهبتها؛ ثم تراجعهم عن قرارهم وتعيينها في التدريب بتصويتٍ بالإجماع.
بعد إتمامها معاودتها في عام 1879، عادت إلى مسقط رأسها وتزوجت مرة أخرى، افتتحت مستوصفًا في كنيسة زوجها بالإضافة إلى إنشاء عيادة طبية خاصة. بحلول عام 1889، عاودت أندرسون مهنتها كمعلمة، درّست علم الصحة وعلم وظائف الأعضاء والخطابة بينما كانت تكمل تدريبها الطبيّ. في ذلك العام، أسست مع زوجها مدرسة فنون مهنية تحررية سميت بـ مدرسة بيرين للتدريب اليدوي والصناعي، شغلت فيها أندرسون منصب مساعد المدير بالإضافة إلى أعمالها التدريسية. مارست أندرسون أيضًا الطب في جمعيات الأصدقاء الدينية في فيلادلفيا. كانت هذه مهنتها الأخيرة قبل أن تُصاب بالفالج في عام 1914.